# Semirâma
Semirâma P 94 est un opéra en trois actes d'Ottorino Respighi sur un livret d'Alessandro Cerè, basé sur la pièce de 1748 Sémiramis de Voltaire, qui a été également utilisée par la Semiramide de Rossini. 

## Historique
La création a eu lieu le 20 novembre 1910 au Teatro Comunale de Bologne sous la direction de Rodolfo Ferrari. 
La première représentation a été un « succès complet », avec de nombreuses acclamations pour le compositeur et les artistes. Dans l'opéra, qui exploite souvent l'exotisme du sujet, on retrouve l'influence de la musique française du moment et celle de la Salome de Richard Strauss. L'opéra a été édité à Milan en 1912 par Sonzogno.
Il existe une réduction pour piano et voix (P 094a).

## Rôles et distribution lors de la création
| Rôles                                                                | Voix    | Création, 20 novembre 1910 (Chef d'orchestre: Rodolfo Ferrari) |
| -------------------------------------------------------------------- | ------- | -------------------------------------------------------------- |
| Semirâma, Reine de Babylone                                          | soprano | Elsa Bland                                                     |
| Merôdach, Chef des armées Babyloniennes, fils de Nino et de Semirâma | ténor   | Giuseppe Borgatti                                              |
| Falâsar, Tétrarque d'Assyrie                                         | baryton | Edoardo Faticanti                                              |
| Susiâna, Princesse Chaldéenne                                        | soprano | Maria Llacer-Casali                                            |
| Ormus, Magicien du temple de Baal                                    | basse   | Giulio Cirino                                                  |
| Satibara, Prêtre du temple de Baal                                   | basse   | Domenico Casadio                                               |
| Première esclave de Semirâma                                         | soprano |                                                                |
| Seconde esclave de Semirâma                                          | soprano |                                                                |

Mise en scène et chorégraphie de Giuseppe Cecchetti.

## Argument
L'histoire se déroule dans l'ancienne Babylone.

### Acte I (Il ritorno)
Un chef inconnu, mais courageux, Merôdach, revient de combats victorieux. La reine Semirâma est aimée du tétrarque Falâsar qui pour l'avoir, quelques années auparavant, avait tué son mari et éloigné son fils Ninya. Elle sent naître son amour pour le jeune héros. En arrivant, Merôdach rencontre Susiâna, qui était sa compagne d'enfance; les deux se rappellent leur amitié, mais la passion de Semirâma plane sur eux.

### Acte II (Il responso)
Falâsar, ayant peur de perdre Semirâma, consulte le mage Ormus. Semirâma annonce ouvertement à Falâsar qu'elle a l'intention d'épouser Merôdach, et ne croit pas ce dernier quand il essaie de la convaincre que Merôdach n'est autre que son propre fils, Ninya, revenu en chef victorieux. La réponse d'Ormus arrive et est de mauvais présage.

### Acte III (Il matricidio)
Le mariage entre Semirâma et Merôdach est sur le point d'être célébré. Susiâna, informée par Falâsar de la véritable identité de Merôdach, révèle le secret à son ami. Merôdach pense qu'il s'agit d'une machination montée contre lui et cherche à tuer Falâsar, mais dans l'obscurité, au lieu de frapper ce dernier, il blesse à mort sa propre mère.

## Instrumentation
| Instrumentation de Semirâma                                                                                 |
| Cordes |
| premiers violons, seconds violons, altos, violoncelles, contrebasses, harpe                                 |
| Bois |
| 2 flûtes, 1 piccolo 2 hautbois, 1 cor anglais 2 clarinettes, 1 petite clarinette, 2 bassons 1 contre-basson |
| Cuivres |
| 6 cors, 3 trompettes, 3 trombones, 1 tuba                                                                   |
| Percussions                                                                                                 |
| 3 timbales, grosse caisse, triangle, cymbales, caisse claire, tam-tam, sistre, xylophone                    |
| Claviers |
| célesta |
| Sur scène                                                                                                   |
| 2 hautbois, harpe, sistre                                                                                   |

## Discographie
- 1990 - Eva Marton (Semirâma), Veronika Kincses (Susiâna), Lando Bartolini (Merôdach), Lajos Miller (Falâsar), László Polgár (Ormus), Tamás Clementis (Satibara). Orchestre d'état hongrois et Chœur de la radiotélévision hongroise. Direction Lamberto Gardelli. Hungaroton 31197/98 [4]